# Vouzela
Vouzela is een gemeente in het Portugese district Viseu.
De gemeente heeft een totale oppervlakte van 194 km² en telde 11.916 inwoners in 2001.

## Plaatsen in de gemeente
- Alcofra
- Cambra
- Campia
- Carvalhal de Vermilhas
- Fataunços
- Figueiredo das Donas
- Fornelo do Monte
- Paços de Vilharigues
- Queirã
- São Miguel do Mato
- Ventosa
- Vouzela